# Kali (Dämon)
Kali (Sanskrit कलि kali, wörtlich: „Sorge“, „Zank“) ist im Hinduismus ein Dämon. Er wurde nach Bhagavatapurana 1.17 durch den tugendhaften Maharaja Parikshit gestellt und bestraft, weil er eine Kuh (Bhumi, die Erde) und einen Stier (Dharma, das Gesetz) gequält hatte. Kali wurde zwar nicht getötet, aber er musste Maharaja Parikshits Reich verlassen. Auf sein Bitten hin wurden Kali die Orte zum Verbleib zugewiesen, an denen Glücksspiel, Alkoholverzehr, nichteheliche Sexualität und das Schlachten von Tieren stattfindet. Zudem wurde Kali gestattet, im Gold zu wohnen, da der Besitz von Gold unmoralisches Verhalten nach sich ziehe. 
Kalis Ankunft nach dem Tod Krishnas markiert nach hinduistischer Sicht den Beginn des Kali-Yuga, des gegenwärtigen Eisernen Zeitalters. Dieses wurde nach dem Dämon (und nicht nach der Göttin Kali) benannt. Die Verwechslung von Kali (kali), dem Dämon, und Kali (kālī), der schwarzen Göttin, ist ein häufiges Missverständnis.

## Belege
1. ↑  J. M. Sanyal: The Srimad-Bhagavatam, Vol. I, Third Edition, Munshiram Manoharial Publishers Private Ltd. 1984, S. 68. (ohne ISBN)